# Вандалфрид
Вандалфрид (Вандальфрид; лат. Wandalfridus; умер не позднее 734) — епископ Страсбурга (не ранее 728 — не позднее 734).

## Биография
Вандалфрид — один из ранних глав Страсбургской архиепархии, известных только из средневековых списков местных епископов. В этих исторических источниках он назван преемником Видегерна и предшественником Хеддо. Вандалфрид взошёл на епископскую кафедру в Страсбурге не ранее 728 года, когда в последний раз в документах был упомянут Видегерн. При каких обстоятельствах Вандалфрид перестал быть епископом, не известно. Достоверно установлено, что это должно было произойти не позднее 734 года, так как тогда новым главой Страсбургской епархии при содействии майордома Франкского государства Карла Мартелла стал Хеддо. В наиболее раннем из сохранившихся каталогов страсбургских епископов, созданном во второй половине IX века, Вандалфрид назван «достопочтенным» (лат. venerandum). В одном из документов он упоминается как покровитель Эттенхайммюнстерского аббатства, но достоверность этого свидетельства вызывает серьёзные сомнения. Никаких других свидетельств о Вандалфриде не сохранилось.